# Здобуття Мітави (1658)
Здобуття́ Міта́ви — операція шведської армії в ніч з 29 на 30 вересня 1658 року по захопленню Мітави, столиці Курляндського герцогства. Одна з подій Північної війни. Проведена силами генерала Роберта Дугласа. Шведи порушили курляндський нейтралітет, ввели в оману курляндського герцога Якова Кеттлера й хитрістю захопили місто. Спантеличений мітавський гарнізон практично не чинив опору. Нападники розграбували герцогство, а самого Якова із родиною ув'язнили. Внаслідок збитків, завданих нападниками, почався політично-економічний занепад герцогства.

## Передісторія
Перед початком Північної війни герцогство Курляндії і Семигалії було однією із найбагатших держав Балтійського регіону. Ним керував герцог Яків Кеттлер, геній комерції. Він розбудував курляндський флот, розвинув торгівлю із Англією, Голландією, німецькими містами і Венецією, та ще й спромігся заснувати курляндські колонії в Америці й Африці.
1655 року Швеція оголосила війну Речі Посполитій. Проте Курляндія-Семигалія, що була польським леном, залишилася осторонь: герцог Яків мав договори про нейтралітет і з польським, і з шведським королями. Гарантом невтручання також виступали збройні сили герцогства — лицарське ополчення і наймане військо, які отримували платню з величезного герцогського скарбу.
1656 року шведський король Карл X Густав вирішив порушити нейтралітет Курляндії й приєднати її. Він наказав своєму ризькому губернатору Симону Грюнделю-Гельмфельту вимагати від герцога Якова здачі Мітавського і Бауського замків. У випадку якщо той не погодиться, король розпорядився окупувати герцогство, а самого Якова взяти у полон.

## Перебіг
Наприкінці серпня 1658 року шведський генерал Роберт Дуглас повідомив герцога Якова, що хоче провести свої війська зі Шведської Ліфляндії до Литви, оскільки це був найкоротший шлях до території противника. Герцог неохоче дав згоду і шведи пройшли на литовські землі.. 
Невдовзі Дуглас повернувся і зайняв позиції біля Доблена, в центрі Курляндії. Звідти шведські війська рушили маршем на Мітаву. Коли герцог Яків заявив протест, Дуглас поставив йому вимогу надати 20 тисяч талерів, харчі та річкові судна для вивозу поранених і хворих солдатів до Риги. Герцог був змушений прийняти ці вимоги. Він також дозволив шведам збудувати міст через річку Аа (сучасну Лієлупе) за милю від Мітави.
29 вересня Дуглас надіслав Якову листа, в якому гарантував поважати нейтралітет Курляндії та Пільтенського повіту. Проте наступного дня шведський король Карл Х дав наказ захопити герцогство.
Вночі, коли курляндці полягали спати, генерал розвернувся і одразу вислав до міста 8 кінних рот. На річкові судна, які призначалися для поранених і хворих, він посадив 700 здорових піхотинців. Вони попливли до столичного замку по річці .
Мітава була захищене 5 бастіонами, поєднаних земельними валами, за якими стояли старі замкові мури. Курляндська столиця мала значний гарнізон, а на стінах чатували герцогські мушкетери.
30 вересня, о 4 годині ранку, шведська піхота почала десантувалися біля замку з річних суден. Міський гарнізон не протидіяв, бо вважав, що це поранені і хворі висаджуються на берег. Частина герцогських найманців, шведів за походженням, перейшла на бік співплемінників: скерувала гармати на замок Якова й відчинила браму міста..
Шведська кіннота з наскоку захопила Мітаву, а піхотинці практично без бою зайняли замок. Нападники арештували герцога Якова і членів його родини, а згодом вивезли їх разом до Риги.

## Наслідки
Шведи капітально пограбували герцогство: забрали весь курляндський флот, спалили Віндавське адміралтейство, вивезли збіжжя і худобу, і ще змусили курляндців сплатити контрибуцію в 200 тисяч талерів сріблом. Загальні збитки, нанесені окупантами склали 6,5 мільйони талерів. 
Втрати, які зазнало герцогство спричинили його економічний, демографічний і політичний занепад. Реальна загроза з боку Швеції змусила курляндців шукати майбутніх союзників у Москві, своїх давніх ворогів.
Питання про повернення цінностей, вкрадених шведами у Мітаві й Курляндії, час-від-часу виринає на латвійсько-шведських переговорах.